# AQ-400 Scythe
L'AQ-400 Scythe est un drone d’attaque à usage unique, conçu et construit par l’Ukraine depuis l’invasion de l'Ukraine par la Russie.

## Historique
Terminal Autonomy, anciennement appelé One Way Aerospace, a été fondée à la mi-2022 par deux vétérans des armées britannique et australienne et un ingénieur ukrainien pour développer divers drones kamikazes à faible coût produits dans le pays. L’un de ces produits était l’AQ-400, qui a été présenté pour la première fois au printemps 2023. Les forces armées ukrainiennes ont reçu le premier lot d’AQ-400 en décembre 2023. Les plans initiaux étaient de produire 100 unités par mois, puis de passer à 500 unités par mois au deuxième trimestre 2024, avec un objectif de production de 1000 unités par mois,,.

## Conception
L’AQ-400 se caractérise par un assemblage rapide, facilitant la production de masse, et un coût réduit. Le fuselage est fabriqué à partir de feuilles de contreplaqué provenant d’usines de meubles civils, ce qui constitue une alternative plus économique que l’impression 3D ou d’autres matériaux tels que la fibre de verre. Aucune formation technique n’est requise pour son assemblage, ce qui permet de les fabriquer à grande échelle sans main-d'œuvre qualifiée. Bien que certains composants proviennent de l’étranger, l’accent est mis sur l’utilisation maximale d’éléments fabriqués en Ukraine. Il a deux paires d’ailes en tandem, une à l’avant et une à l’arrière, avec une envergure de 2,3 m. Trente AQ-400 entièrement assemblés peuvent être empilés dans un conteneur maritime pour le transport. Le décollage est réalisé à partir de pistes d'atterrissage courtes, l’engin utilisant son propre train d'atterrissage tricycle ou une catapulte utilisant des fusées d'appoint. La masse totale est de 100 kg avec une charge utile de 43 kg, dont 32 kg constitués par l’ogive qui peut être thermobarique ou composée de deux obus d’artillerie de calibre de 122 mm. Utilisant un moteur à essence standard et une hélice propulsive, l’AQ-400 a une vitesse de croisière de 144 km/h, une vitesse de pointe de 200 km/h, une autonomie de 6,5 heures et une portée de 750 km. Selon l’option choisie pour le moteur, l’autonomie peut être augmentée jusqu’à 900 km, ou la charge utile augmentée jusqu’à 70 kg au prix d’une autonomie réduite,,,,.
Le guidage à basse altitude utilise un altimètre laser pour s’approcher à 30 m du sol, afin de minimiser les effets de la guerre électronique susceptible de brouiller la navigation GPS, jusqu’à ce qu’il soit très proche de la cible. À 3000 m d’altitude, il navigue avec un système de positionnement visuel en utilisant les routes et autres points de repère visibles. Une option de liaison vidéo est disponible pour qu’un opérateur puisse guider manuellement le drone afin d’atteindre des cibles en mouvement, mais cela augmente le coût et ne fonctionne qu’à courte distance. La cellule de base du Scythe coûte 15 000 dollars US, coût qui passe à 30 000 USD avec un système de guidage et d’autres fonctionnalités. Ce coût est comparable aux 20 000 dollars estimés pour une munition d’attaque à usage unique Shahed 136 utilisée par la Russie. Les drones peuvent voler en essaim en utilisant une méthode leader-suiveur, où un drone de tête, transportant un système de navigation, est suivi par neuf drones ordinaires, qui aident à saturer la zone cible et à attirer le feu des défenses ennemies afin de le détourner de la version létale. L’utilisation de tels drones est destinée à submerger les défenses antiaériennes et à leur faire dépenser des intercepteurs coûteux contre des cibles moins chères, épuisant leurs approvisionnements au fil du temps,.

## Opérateurs
- Ukraine